# Джоел Макайвер
Джоел Макайвер (народився 1971) — британський письменник. Найвідомішою з його 21 книги до теперішнього часу є Justice For All: The Truth About Metallica, спочатку видана у 2004 році і яка згодом з'явилась на 9 мовах. Інші твори Макайвера включають біографії Black Sabbath, Slayer, Ice Cube і Queens Of The Stone Age.